# WEKA-Karree

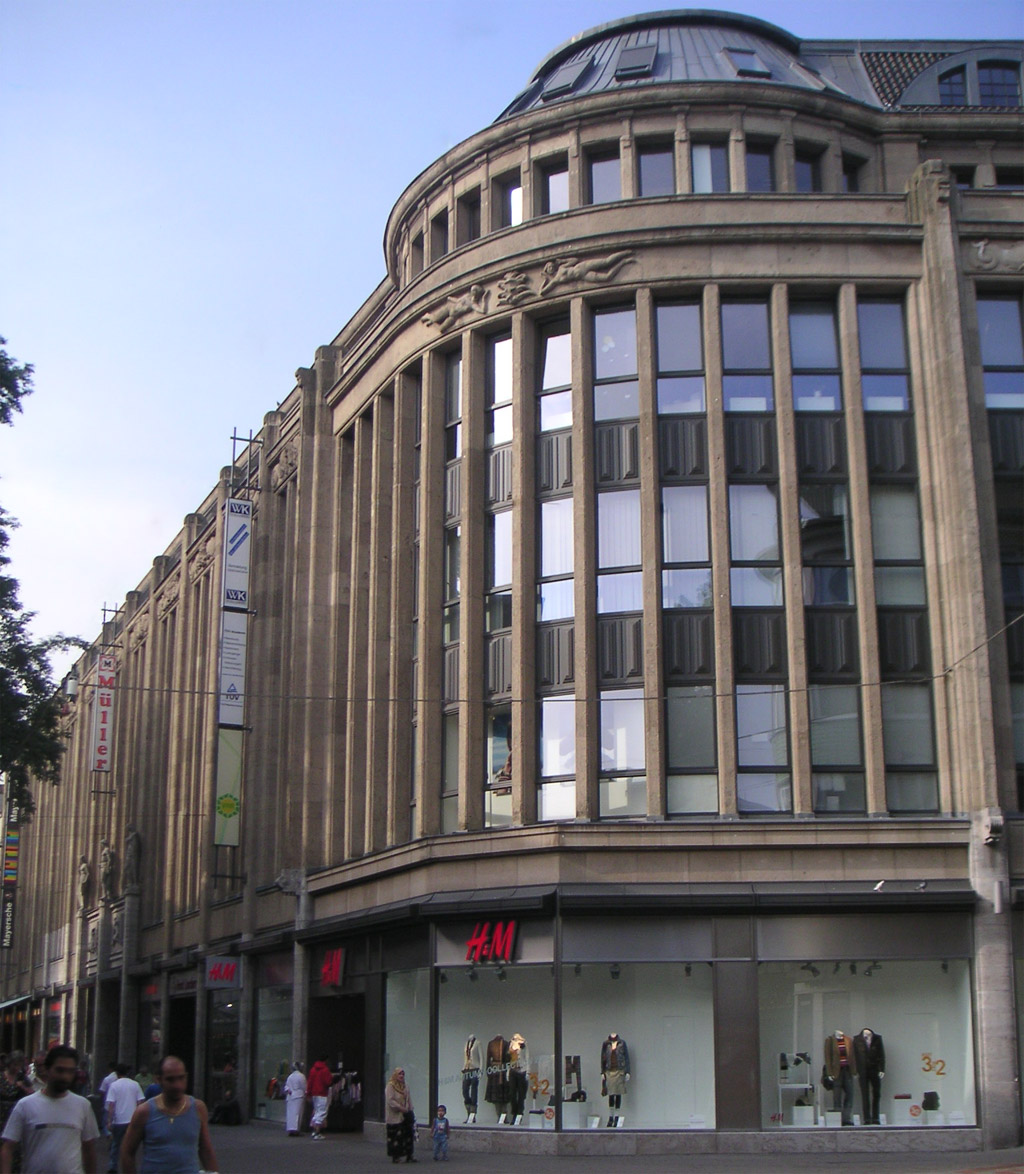
WEKA-Karree in Gelsenkirchen

Das WEKA-Karree ist ein Kaufhaus in der Innenstadt von Gelsenkirchen. Das ehemalige Westfalen-Kaufhaus wurde 1912 von den Düsseldorfer Architekten Walter Klose und Georg Schäfer als Kaufpalast des jüdischen Warenhaus-Unternehmens Gebr. Alsberg AG erbaut und 1928 erweitert. Es besaß unter anderem eine große Schuhabteilung und einen Orientteppich-Saal.
Das Gelsenkirchener Kaufhaus ging nach der Enteignung durch die Nationalsozialisten an die Rings AG über. Die ehemaligen Besitzer wurden ermordet.
Heute beheimatet das Karree unter anderem die Hauptverwaltung des Verkehrsverbundes Rhein-Ruhr, das Blutspendezentrum Gelsenkirchen, eine Rechtsanwaltskanzlei sowie verschiedene Einzelhandelsgeschäfte.